# Neohydrocoptus scapularis
Neohydrocoptus scapularis is een keversoort uit de familie diksprietwaterkevers (Noteridae). De wetenschappelijke naam van de soort werd in 1899 gepubliceerd door Maurice Auguste Régimbart.